# Sprungbrett (Kabarettpreis)
Der Kabarett-Förderpreis Sprungbrett wurde von 2000 bis 2007 von der Tageszeitung Handelsblatt vergeben.
Die Auszeichnung, die mit jeweils 2500 Euro dotiert war, wurde an junge Künstler aus der Kabarett-Szene verliehen, die das Handelsblatt damit in ihrer Karriere unterstützen wollte. Die Preisverleihung fand jährlich im  Kabarett-Theater Kom(m)ödchen in Düsseldorf statt.

## Preisträger
- 2000: Bodo Wartke
- 2001: Ulrich Michael Heissig, Martin Maier-Bode und Jochen Malmsheimer[1]
- 2002: Michael Ehnert
- 2003: Kai Magnus Sting
- 2004: Severin Groebner, Christian Ehring
- 2005: Ingo Börchers, Michael Krebs und Hagen Rether
- 2006: Andreas Rebers, Pigor & Eichhorn und Florian Schroeder
- 2007: Vince Ebert, Thomas Reis und Fatih Çevikkollu